# Ministério da Educação (Irã)
O Ministério da Educação ((em persa): وزارت آموزش و پرورش ایران), criado em 1964, é um órgão governamental iraniano responsável pela supervisão da K–12 (educação) no Iran.